# فالنتينوس أوتو
فالنتينوس أوتو (بالألمانية: Valentinus Otho)‏ (و. 1550 – 1603 م) هو رياضياتي، وعالم فلك، وأستاذ جامعي من ألمانيا . ولد في ماغديبورغ .
توفي في هايدلبرغ .

## أعمال بارزة
من أهم أعماله Opus Palatinum de triangulis

## مناصب وهيئات
أدار جامعة هايدلبرغ.